# Bańska Wyżna
Bańska Wyżna ist ein Dorf der Gemeinde Szaflary im Powiat Nowotarski der Woiwodschaft Kleinpolen in Polen in der Region Podhale. Das Dorf liegt im Gebirgszug Pogórze Gubałowskie ca. 10 km nördlich von Zakopane und 10 km südlich von Nowy Targ.

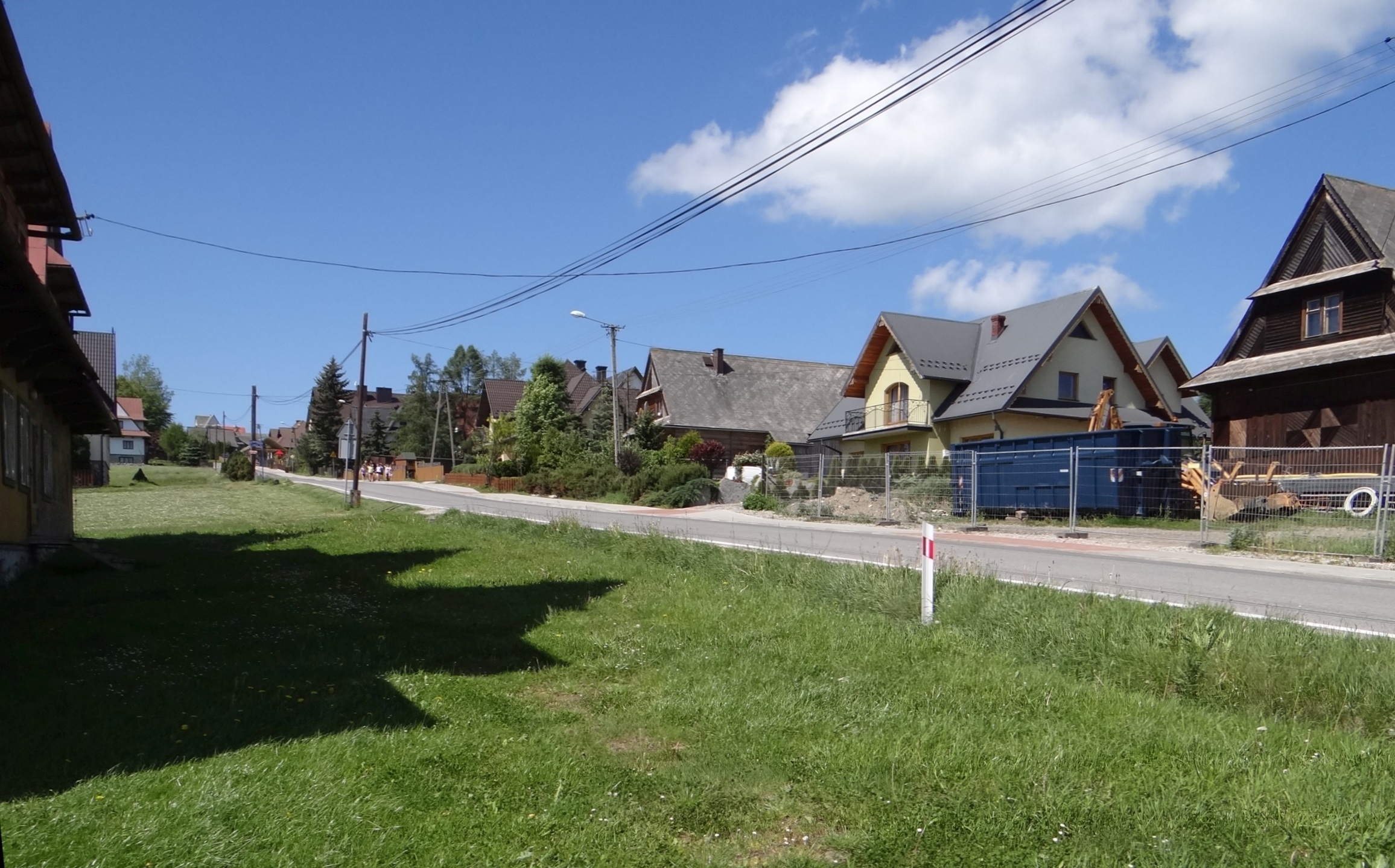
Hauptstraße

## Geschichte
Der Ort Bańskie wurde in der zweiten Hälfte des 16. Jahrhunderts als ein Weiler von Szaflary gegründet. Der Name ist vom Wort bania (eine Grube/Mine in der Tatra, wohin der Ort auf dem Weg lag; alternative Bedeutung des Worts ist Strudel, Wirbel [im Weißen Dunajec]) mit dem Suffix -ska (sekundär -sko) abgeleitet, aber im 17. Jahrhundert wurden schon zwei Orte auch unter den Namen Broszka (sic!) und Brzeska [Mała] (vom Brzegi – Ufer) bekannt. Das Attribut Wyżna bedeutet Ober, also der höher gelegene Teil eines Ortes.

## Tourismus
Es geht in Bańska Wyżna ruhiger zu als in den benachbarten Skiorten Zakopane oder Bukowina Tatrzańska. Die touristische Infrastruktur wird ausgebaut. Insbesondere die Thermalbäder Termy Szaflary und Termy Gorący Potok im benachbarten Szaflary ziehen immer mehr Touristen an.

### Wintersport
Im Ort gibt es kleinere Liftanlagen.